# Margarete Himmler
Pour les articles homonymes, voir Himmler.
Margarete Himmler, aussi connue sous le nom de Marga Himmler, née Boden le 9 septembre 1893 dans le district de Bromberg (Prusse) et morte le 25 août 1967 à Munich (Allemagne de l'Ouest), est la femme du Reichsführer-SS Heinrich Himmler, l'un des plus hauts dignitaires du Troisième Reich.

## Biographie

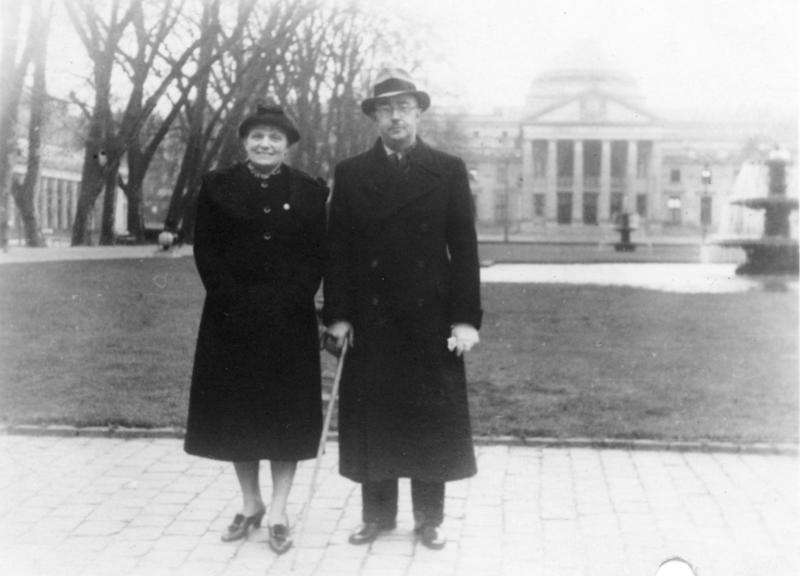
Heinrich Himmler et son épouse à Wiesbaden.

Ses parents sont les propriétaires terriens Hans et Elfriede (née Popp) Boden. Elle est protestante et prussienne. En 1909, Margarete Himmler va à l'école dans la Höhere Töchterschule (Haute école pour filles) à Bromberg, une ville située alors dans l'empire allemand.
Elle travaille comme infirmière durant la Première Guerre mondiale.
Son premier mariage, durant lequel elle devient Margarete Siegroth est de courte durée et elle n'a pas d'enfants. Après son divorce, elle rencontre Heinrich Himmler en 1927, qui a sept ans de moins qu'elle, pendant l'une de ses tournées de conférences, et ils restent en contact par la suite. Elle est impressionnée par son romantisme et son amour sincère pour elle. Blonde, elle correspond parfaitement à la femme idéale d'après Himmler. Himmler lui écrit des lettres passionnées qu'il signe avec le terme « ton lansquenet ».
Elle devient copropriétaire d'une petite clinique privée. Elle affiche un antisémitisme qui associe argent et Juifs. Par exemple dans une lettre à son fiancé en date du 22 juin 1928, elle reproche au copropriétaire de la clinique privée à Berlin, le gynécologue et chirurgien Bernhard Hauschildt, de ne pas souscrire financièrement à son projet : « Ce Hauschildt ! Un juif reste un juif ! »
Heinrich et Margarete Himmler se marient en juillet 1928. Aucun des membres de la famille de Himmler n'assiste au mariage. Margarete Himmler n'est pas acceptée par sa belle famille, qui est catholique. Le couple partage un antisémitisme viscéral, et un goût pour l'herboristerie et l'agriculture.
Le couple a une fille, Gudrun, née le 8 août 1929. Ils adoptent aussi un garçon nommé Gerhard von Ahe, fils d'un officier SS mort avant la guerre. Margarete Himmler vend la part qu'elle possédait dans une clinique et utilise l'argent pour acheter une parcelle de terrain dans le Waldtrudering, près de Munich. Son mari y investit la dot du mariage dans un élevage de poules. Il est cependant constamment en voyage d'affaires pour le parti. Margarete Himmler rejoint le parti nazi en 1928 (numéro de membre 97252).
En 1933, Heinrich Himmler s'installe dans une grande maison dans la banlieue de Berlin comme résidence officielle. Ils se voient peu car celui-ci est totalement absorbé par son travail. Hedwig Potthast, jeune secrétaire de Himmler à partir de 1936, devient sa maîtresse en 1938. Elle quitte son emploi en 1941. Himmler a eu deux enfants avec elle, un fils, Helge (né en 1942) et une fille, Nanette Dorothea (née en 1944 à Berchtesgaden).
Le couple se sépare en 1941[réf. nécessaire]. Durant la Seconde Guerre mondiale Margarete Himmler travaille pour la Croix-Rouge allemande. En décembre 1939, elle supervise les hôpitaux de la Croix-Rouge dans le district militaire III (Berlin-Brandenburg). En mars 1940, elle fait un voyage d'affaires en Pologne occupée. Elle écrit : « J'étais à Posen, Łódź et Varsovie. Cette racaille juive, Polacks, la plupart d'entre eux ne regardent pas comme des êtres humains et la saleté est indescriptible. C'est un travail incroyable d'essayer de créer de l'ordre là-bas. »
Elle atteint le grade de colonel dans la Croix-Rouge allemande. Elle est arrêtée en mai 1945. Pendant son internement, interrogée, elle indique qu'elle n'était pas informée des affaires officielles de son mari.
En septembre 1945, au cours des procès de Nuremberg, elle est à nouveau interrogée et ensuite détenue au camp d'internement Flak-Kaserne Ludwigsburg. Elle est libérée en novembre 1946. En 1948 à Bielefeld, elle est classée comme délinquante catégorie III et doit subir une procédure de dénazification.
Le 15 janvier 1953, lors de l'audience finale contre Margarete Himmler à Munich, elle est classée en tant que bénéficiaire du régime nazi et donc placée dans la catégorie II (Militants et profiteurs), et condamnée à un travail forcé de 30 jours. Elle a également perdu ses droits à sa pension, de même que le droit de vote,.
L'historien Peter Longerich note que Margarete Himmler n'avait probablement pas connaissance des secrets officiels ou projets prévus par son mari au cours de la période nazie. Elle a affirmé après la guerre ne pas avoir connaissance des crimes nazis. Elle était pourtant membre du parti national-socialiste, et comme on peut le constater dans sa correspondance avec son mari, ouvertement antisémite.

## Culture populaire
- Margarete Himmler est incarnée par Vanessa Lapa dans le film The Decent One, 96 min, 2014[4].
- Elle est incarnée par Gwynyth Walsh dans la série Le Maître du Haut Château.